# Mossóczy Zakariás
Mossóczy Zakariás (Pozsony, 1542. május 12. körül – Bécs, 1587. július 22.) királyi tanácsos, nyitrai püspök.

## Élete
Mossóczi László és Chierni Dorottya fia. Pozsonyban született, ahol atyja 1539-től a magyar királyi kamara jövedelmeinek beszedője volt. Mossóczi alsóbb iskoláit Nagyszombatban járta, melyek bevégeztével a nyitrai egyházmegyébe lépett és már 1562-ben mint kanonok jelenik meg a pozsonyi országgyűlésen. 1573-ban olvasókanonok, püspökhelyettes, trencséni főesperes és királyi tanácsos lett.
1574. február 1-jén a knini püspökségre emeltetett. Nagy tudománya és fényes erényeiért 1578. április 12-én pilisi apáttá és váci, 1582. március 28-án pedig nyitrai püspökké nevezték ki. 1587-ben írt végrendeletében könyvtárát és képeit rokonára Kecskés András doktorra hagyta. Sírköve megvan a nyitrai székesegyházban, feliratát közli Wagner József.
Nevét Moschoci, Moschocj, Moschoczi, Mossowczi, Mossoczius és Moshocziusnak is írta; sírkövén Mosshoczi alakban olvasható.

## Művei

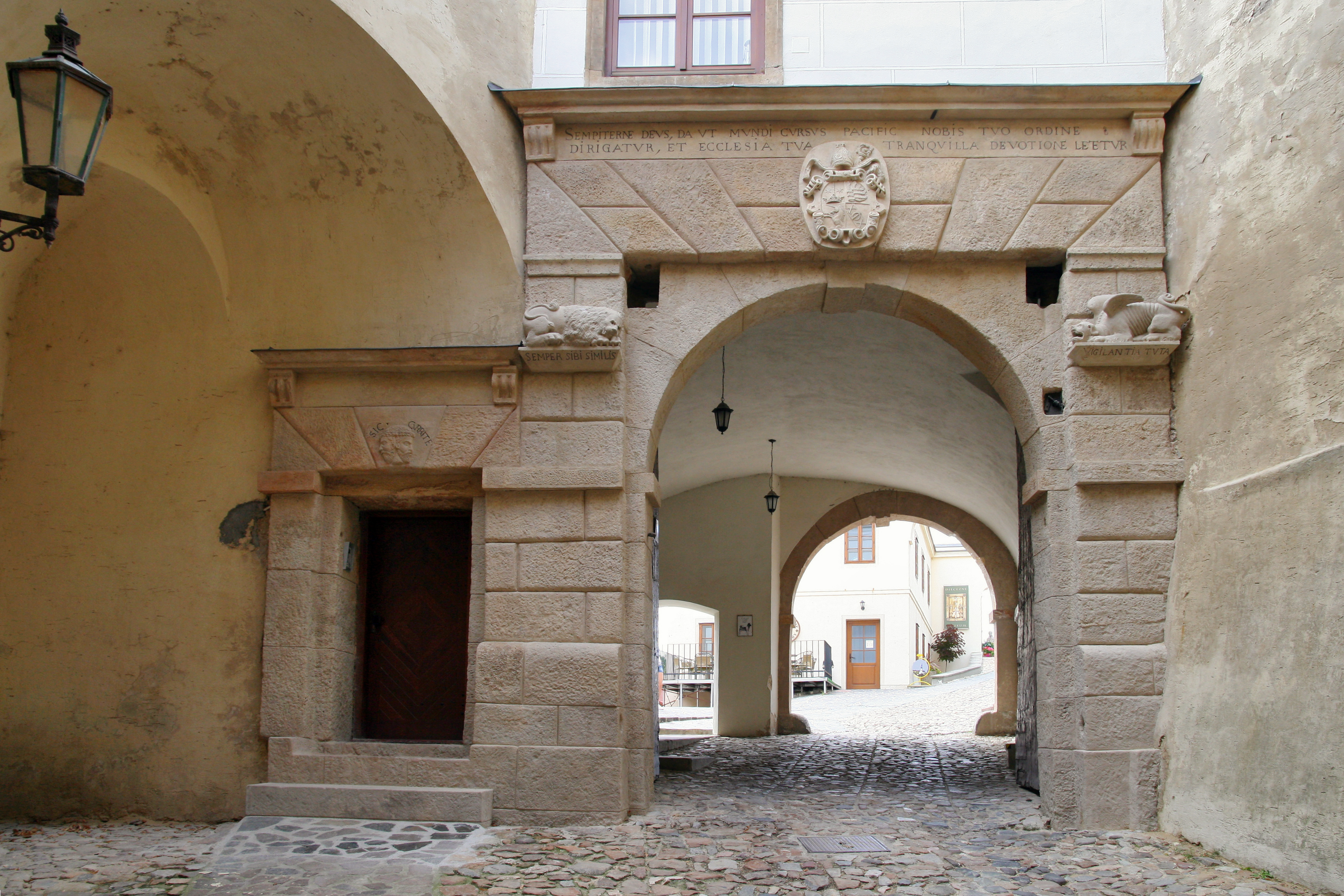
Kapu a Nyitrai várban, Mossóczy címerével
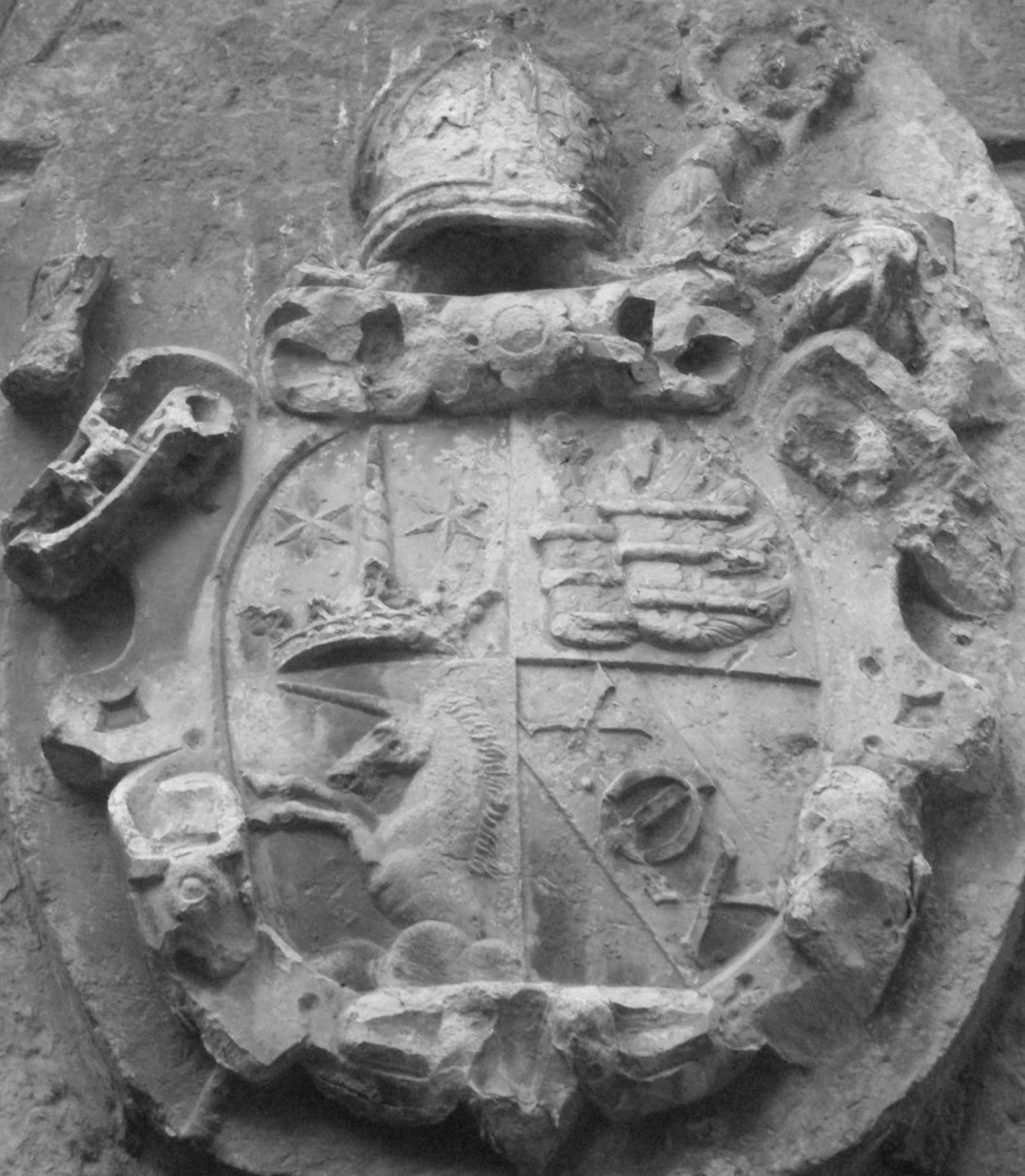

- Decreta Constitutiones et Articvli Regvm Inclyti Regni Vngariae, Ab Anno Domini Millesimo Trigesimo quinto, ad annum post Sesquimillesimum Octogesimum tertium, publicis Comitijs edita … Tyrnaviae, M. D. LXXXIIII. (A Corpus Jurisnak Telegdi Miklós pécsi püspökkel eszközölt első kiadása. Bevezetőleg M. az addig uralkodott magyar királyok és két kormányzó emlékét egy-egy distichonnal örökíti meg.)

### Kéziratai
- A Telegdi Miklós pécsi püspök által 1583-ban Nagyszombatban kiadott esztergomi Agendariusából a keresztelést, házasságkötést és a nőnek az esküvés, valamint a szülés után templomba vezetését tárgyazó fejezeteknek némi kihagyásokkal és pótlásokkal magyar fordítása (közli az Irodalomtörténeti Közlemények, 1895. 69-81. l.); ezen példány megvan az egri érseki könyvtárban; a m. n. múzeum kézirati osztályában:
- Originalia documenta et Acta synchrona 1573-1584. ívrét 21 darab.